# Petrogale xanthopus
Petrogale xanthopus — вид родини Кенгурових. Етимологія: грец. ξανθός — «жовтий», грец. πους — «стопа». 

## Поширення, зовнішність
Ендемік Австралії, де він має дуже роз'єднане і осередкове поширення в штатах Південна Австралія, Новий Південний Уельс і Квінсленд. Трапляється серед виступів скельних порід і часто асоціюється з постійними або напівпостійними водних джерелами. Забарвлення жовтувато-сіре зверху й білувате знизу. Деякі особини мають чіткі білі щічні смуги, жовтувато-білі бічні смуги і темно-коричневу смугу по центру спини від верхівки голови до центру спини. Вуха, передпліччя, задні ноги і стопи від багатого оранжевого до яскраво-жовтого кольору. Хвіст, як правило, оранжево-коричневий з нерівномірними темно-коричневими смужками. Тим не менш, фон і кольори на хвості є змінними, і колір кінчика хвоста варіює від темно-коричневого до білого. 

## Поведінка, репродукція
Це високо соціальний вид, який живе невеликими колоніями зазвичай менше 20 особин, але іноді вони налічують більше ста особин. Розосередження між колоніями рідкісне й виду характерна висока смертність серед молоді. Харчується травами, під час посухи – широким листям і верхівками кущів і дерев. Середня довжина голови й тіла 600 мм, хвоста 690 мм. Вага 6–7 кг. Вагітність триває 31–35 діб. Народжується зазвичай одне маля, але трапляється, що й два. Вигодовування молоком триває 210–235 діб. Статева зрілість у самиць настає на 18 місяць, у самців теж на 18 місяць. Диплоїдний набір хромосом, 2n=22.

## Загрози та охорона
Хижацтво з боку чужинської лисиці є найбільшою загрозою. Конкуренція з боку місцевих і введених травоїдних тварин (зокрема, кіз, кролів і овець) і пожежі є основними загрозами. Цей вид зустрічається в багатьох природоохоронних територіях.

## Підвиди
вид Petrogale xanthopus
- підвид Petrogale xanthopus xanthopus (Gray, 1854)
- підвид Petrogale xanthopus celeris (Le Souef, 1924)

## Galerie

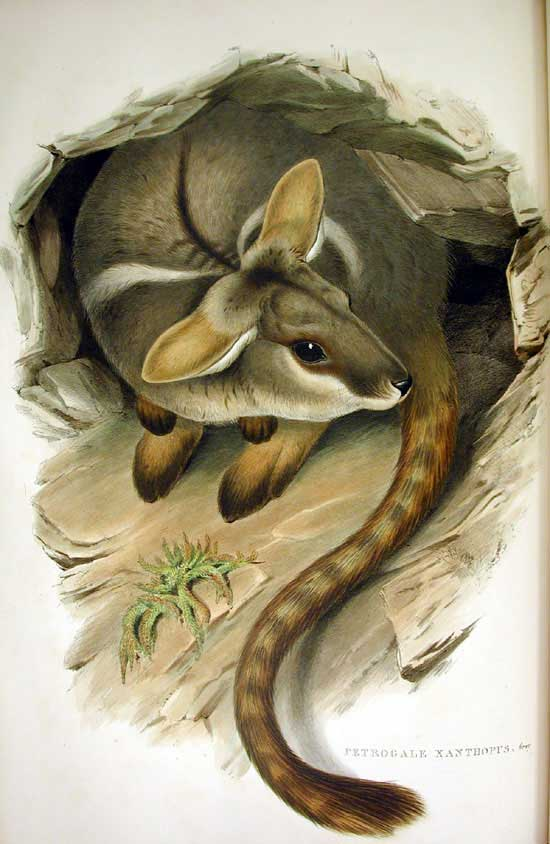
Малюнок Джона Гульда
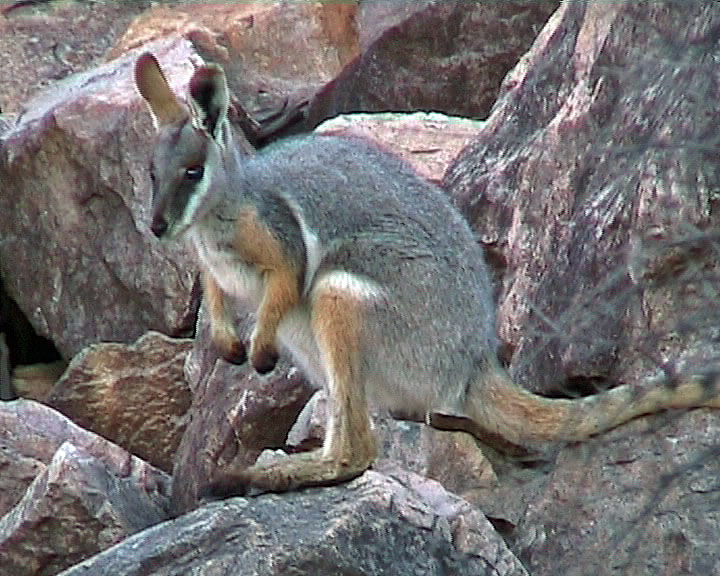
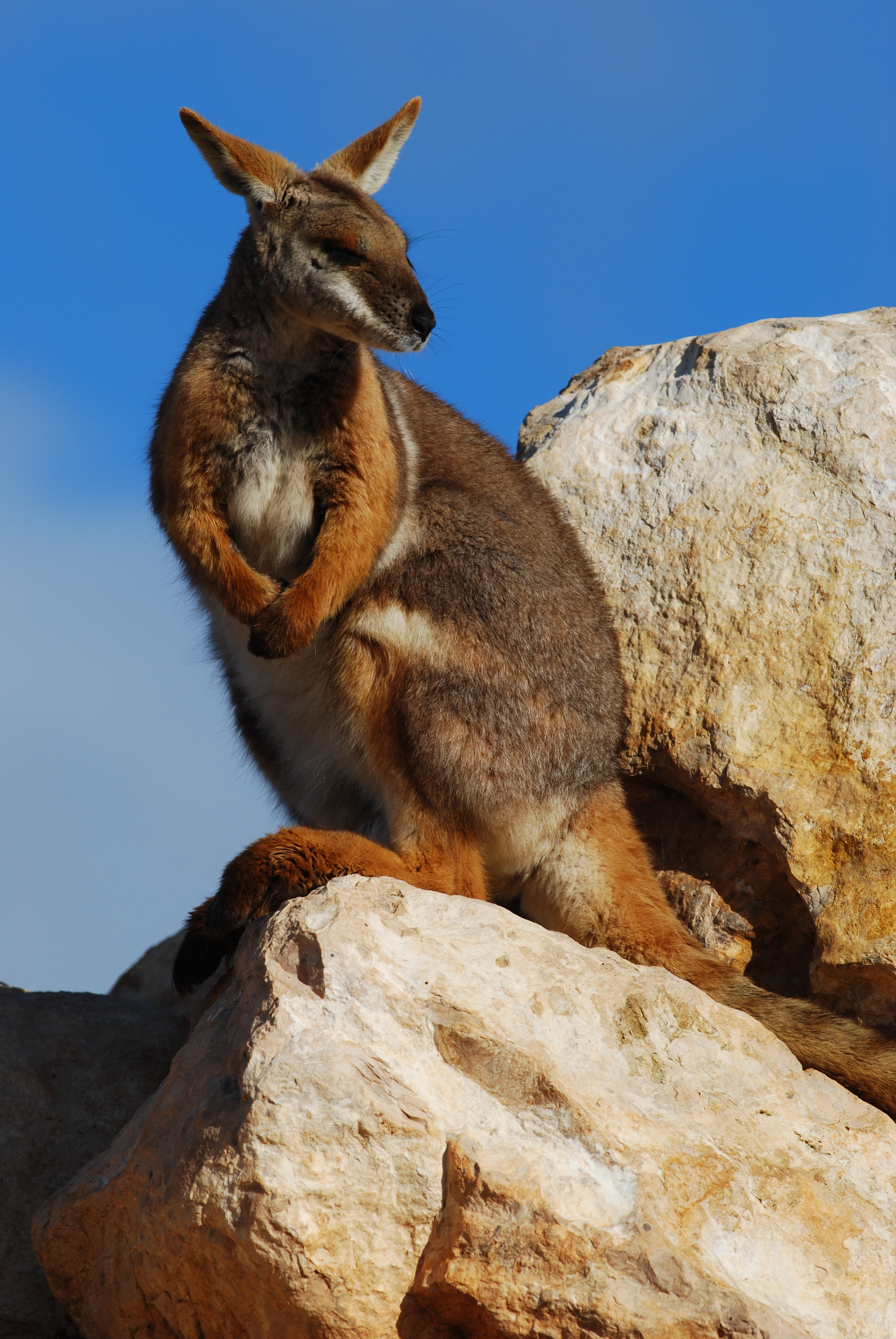
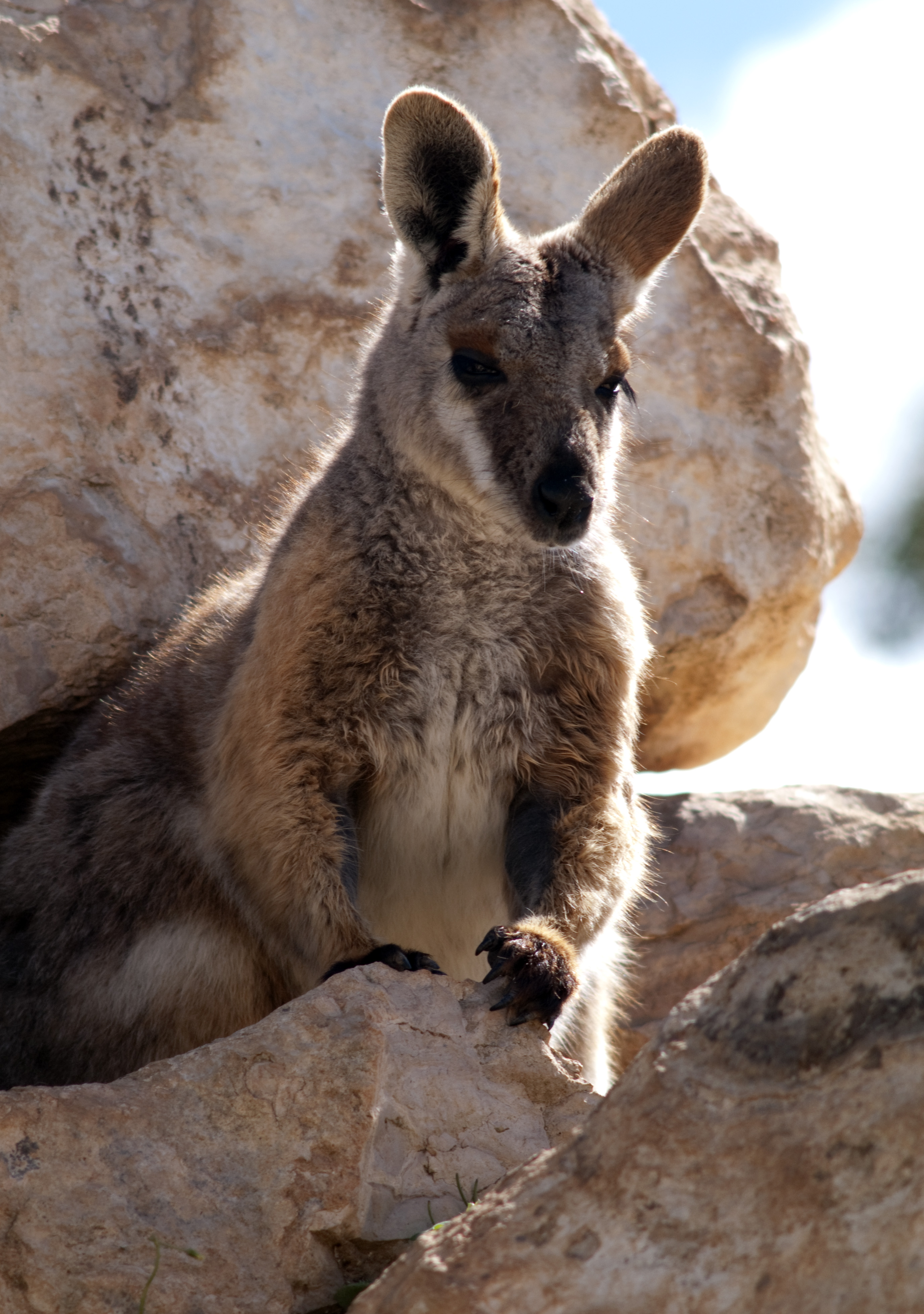
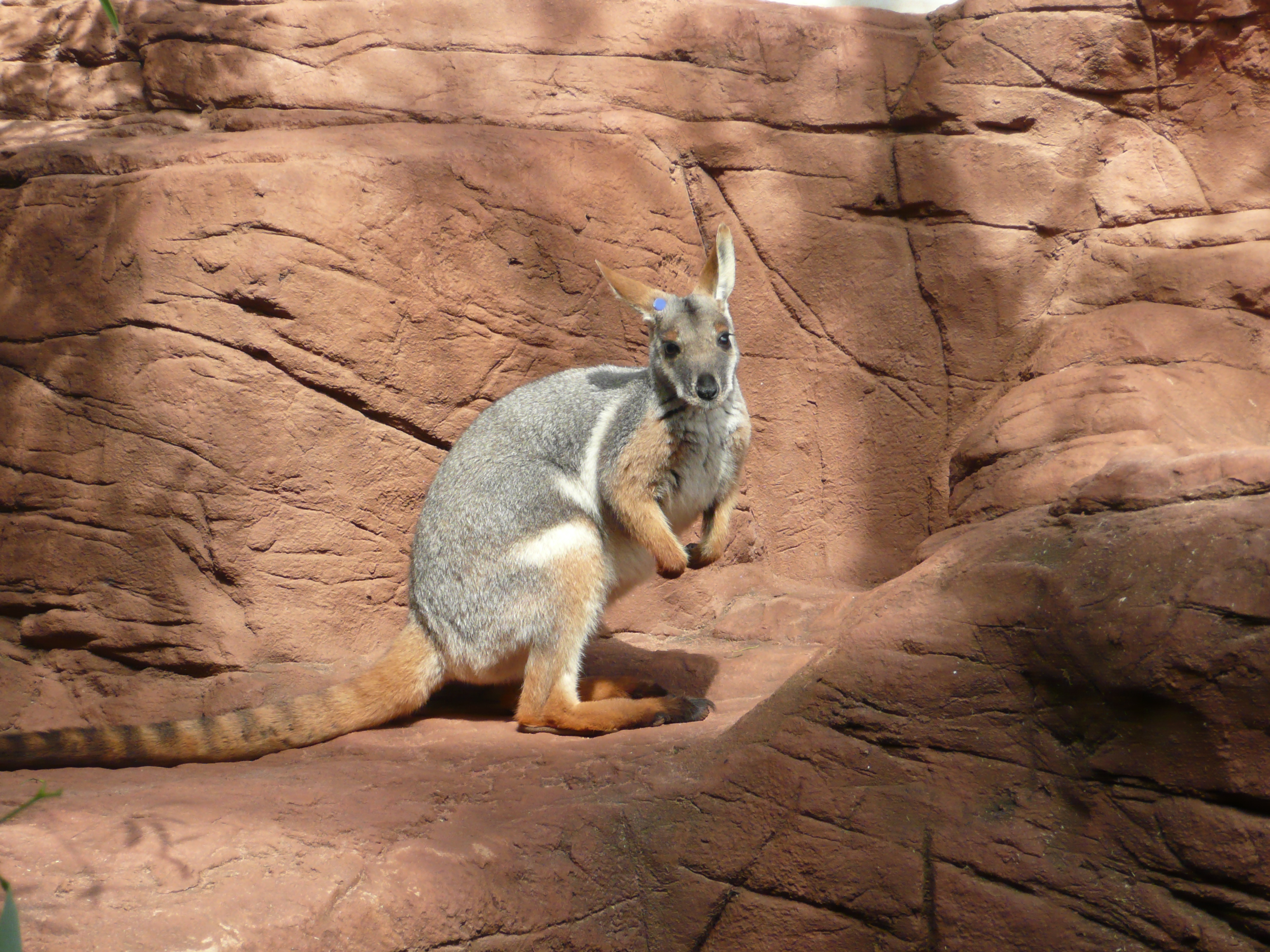